# Jean-Noël Orengo
Pour les articles homonymes, voir Orengo.
Jean-Noël Orengo, né en 1975, est un écrivain français.

## Biographie
Jean-Noël Orengo a écrit de nombreux textes critiques (parus dans CCP, Études et Formules), portant sur la poésie et défendant des œuvres proche de l'art in situ, de la poésie visuelle et du nouveau roman.
En 2015, Jean-Noël Orengo publie son premier roman, La Fleur du Capital, « œuvre-somme » qui s'attache à décrire de manière polyphonique (à travers cinq personnages) la vie des prostitué(e)s et des clients de la « capitale mondiale de la prostitution », Pattaya en Thaïlande, où il a résidé à de nombreuses reprises chaque année depuis 2007 et a fait la rencontre de différentes personnes qui l'ont inspiré. Ce roman est particulièrement remarqué par la critique,,, notamment par le magazine Transfuge qui en fait sa couverture et son dossier de janvier 2015, et a fait partie des quatre romans retenus dans la sélection finale du prix Goncourt du premier roman. Le 10 novembre 2015, le livre obtient le prix de Flore.

## Œuvre
- Rose, c'est la vie à Pattaya City, éditions D-Fiction, 2013.
- La Fleur du Capital, éditions Grasset, 2015,  (ISBN 978-2-246-85253-7), 768 p.
- L'Opium du ciel, éditions Grasset, 2017,  (ISBN 978-2-246-85778-5), 272 p. ; rééd. Le Livre de poche, 2018  (ISBN 978-2-253-07158-7)
- Les Jungles rouges, éditions Grasset, 2019  (ISBN 978-2-246-81843-4), 272 p.
- Femmes sur fond blanc, éditions Grasset, 2023  (ISBN 9782246824893), 416 p.
- « Vous êtes l'amour malheureux du Führer », éditions Grasset, 2024  (ISBN 978-2-246-83137-2), 272 p.

## Distinctions
- prix Sade 2015[9] et prix de Flore 2015 pour La Fleur du Capital.